# Animal Grace / Walking Through Fire
Animal Grace / Walking Through Fire es un álbum recopilatorio de la banda canadiense de rock April Wine y fue lanzado por la discográfica The Beat Goes On en 2009 en formato de disco compacto..
Como su nombre lo menciona, esta producción compila dos álbumes de estudio; Animal Grace y Walking Through Fire que fueron publicados en 1984 y 1986, ambos por la disquera Aquarius Records en Canadá y Capitol Records en los Estados Unidos de América.

## Lista de canciones

### Disco uno -Animal Grace
| Side one |                                 |               |          |  |
| N.º      | Título                          | Escritor(es)  | Duración |  |
| 1.       | «This Be Could the Right One»   | Myles Goodwyn | 4:17     |  |
| 2.       | «Sons of the Pionners»          | Myles Goodwyn | 5:35     |  |
| 3.       | «Without Your Love»             | Myles Goodwyn | 4:52     |  |
| 4.       | «Rock Tonite»                   | Myles Goodwyn | 4:59     |  |
| 5.       | «Hard Rock Kid»                 | Myles Goodwyn | 3:57     |  |
| 6.       | «Money Talks»                   | Myles Goodwyn | 3:28     |  |
| 7.       | «Gimme That Thing Called Love»  | Myles Goodwyn | 5:04     |  |
| 8.       | «Too Hot to Handle»             | Myles Goodwyn | 5:05     |  |
| 9.       | «Last Time I'll Sing the Blues» | Myles Goodwyn | 4:47     |  |

### Disco dos -Walking Through Fire
| Side one |                                  |                                 |          |  |
| N.º      | Título                           | Escritor(es)                    | Duración |  |
| 1.       | «Rock Myself to Sleep»           | Kimberly Rew / Vince De La Cruz | 3:17     |  |
| 2.       | «Wanted Dead or Alive»           | Jeff Cannata / Michael Soldan   | 3:31     |  |
| 3.       | «Beg for Your Love»              | Eddie Scwhartz                  | 3:36     |  |
| 4.       | «Love Has Remembered Me»         | Myles Goodwyn                   | 4:07     |  |
| 5.       | «Añejo»                          | Myles Goodwyn                   | 5:04     |  |
| 6.       | «Open Soul Surgery»              | Jim Vallance                    | 3:40     |  |
| 7.       | «You Don't Have to Act That Way» | Myles Goodwyn                   | 4:54     |  |
| 8.       | «Hold On»                        | Myles Goodwyn                   | 3:47     |  |
| 9.       | «All It Will Ever Be»            | Myles Goodwyn                   | 4:39     |  |
| 10.      | «Wait Any More»                  | Myles Goodwyn                   | 4:24     |  |

## Créditos

### April Wine
- Myles Goodwyn — voz principal, guitarra y teclados
- Brian Greenway — guitarra y coros
- Gary Moffet — guitarra y coros (en el disco uno)
- Steve Lang — bajo (en el disco uno)
- Jerry Mercer — batería (en el disco uno)
- Jean Pellerin — bajo (en el disco dos)
- Marty Simon — batería (en el disco dos)
- Daniel Barbe — teclados (en el disco dos)

### Personal técnico
- Myles Goodwyn — productor
- Mike Stone — productor, ingeniero de audio y mezclador
- Lance Quinn — productor
- Chris Goreham — ingeniero de audio
- Obie O'Brien — ingeniero de audio
- Paul Northfield — ingeniero de audio e ingeniero asistente
- John Cianci — ingeniero asistente
- Al Greaves — ingeniero asistente
- Neil Dorfsman — mezclador
- Steve Boyer — mezclador asistente
- Bob Ludwig — masterizador
- Andrew Thompson — remasterizador
- Robert Di Giola — asistente
- Frank Opolko — asistente

### Personal artístico
- Roy Kohara — director de arte
- Peter Shea — director de arte
- Marshall Arisman — pintor
- John O'Brien — diseñador
- Mark Shoolery — diseñador
- Mika Hashimoto — fotografía
- Alexander Thomas — fotografía

### Personal vario
- Roy Davies — notas